# 昌里东路
昌里东路是中国上海市浦东新区的一条街道，东西走向，西起云台路，东至浦三路，全长1.6公里。

## 交会道路（西向东）
- 云台路
- 云莲路
- 东明路
- 邹平路
- 南码头路
- 浦三路